# The Prime Time of Your Life
The Prime Time of Your Life（直译：人生的黄金时光） 是法国电子音乐二人组蠢朋克的一首歌曲，出自他们的第三张录音室专辑《回归》。这首歌于2006年6月17日由唱片公司维京发行，是专辑中的第四首也是最后一首单曲。这首歌也是蠢朋克与维京唱片合作的录音室专辑中的最后一首单曲，并附带由托尼·加德纳编剧和导演的音乐视频，化妆效果由他的公司奥特瑞安 (Alterian, Inc) 团队提供。

## 音乐视频
这首歌的音乐视频由托尼·加德纳编剧和导演。视频的化妆效果由公司奥特瑞安设计和制作。加德纳当时11岁的女儿布里安娜（Brianna）扮演主角梅洛蒂（Melody），一个患有厌食症的小女孩。
视频的开头是一个旋转的骷髅头移动下巴的特写镜头，放大后发现这是一个正在看电视的年轻女孩（梅洛蒂）眼中的倒影。 在不同的节目中，电视中的每个人都是活生生的骷髅。蠢朋克在音乐录影带中客串了一个银色和金色骷髅，正在接受新闻采访。
梅洛蒂走到梳妆台前，看着几张照片。她看到了她的父母，他们也是活生生的骷髅，这引发了闪回，露出了一条很重要的项链。然后，她看着一张自己的照片，照片中的她显得过于肥胖，正在和一些骷髅一起跳绳。梅洛蒂走进浴室，在镜子里看到一张布兰妮·斯皮尔斯的骷髅版海报（她最热门专辑《妮裳神话-精选+新曲》的封面图片）。梅洛蒂摘下项链，放在水槽上，然后打开抽屉，发现了一把剃须刀片。
梅洛蒂开始割开皮肤，然后撕裂下面的肌肉，直到她变成一具骷髅（没有流血）。她盯着镜子里的自己，回忆起自己的一生，然后倒在地上。梅洛蒂的父母（他们不是骷髅），他们发现女儿躺在浴室的地板上。
镜头再次转到梳妆台上的照片，但每个人看起来都很正常。 梅洛蒂玩跳绳的照片也不一样了，她没有超重。视频结束时，电视上的梅洛蒂变成了一具骷髅，正准备和另外两具骷髅玩跳绳游戏，然后电视关闭。
该音乐视频收录在专辑《Musique Vol. 1 1993–2005》的CD和DVD版本中。

## 曲目列表
| CD加大单曲 | CD加大单曲                                         | CD加大单曲 |
| 曲序       | 曲目                                               | 时长       |
| ---------- | -------------------------------------------------- | ---------- |
| 1.         | The Prime Time of Your Life                        | 4:23       |
| 2.         | The Prime Time of Your Life（Para One Remix）      | 3:48       |
| 3.         | The Brainwasher（埃罗尔·阿尔坎's Horrorhouse Dub） | 6:01       |
| 4.         | Technologic（Digitalism's RMX）                    | 5:58       |
| 总时长：   | 总时长：                                           | 20:10      |

| 12" Single | 12" Single                                      | 12" Single |
| 曲序       | 曲目                                            | 时长       |
| ---------- | ----------------------------------------------- | ---------- |
| 1.         | The Prime Time of Your Life（Para One Remix）   | 3:48       |
| 2.         | The Brainwasher（Erol Alkan's Horrorhouse Dub） | 6:01       |
| 总时长：   | 总时长：                                        | 9:49       |